# Heartland rock
Heartland rock es un subgénero del rock ejemplificado por el éxito comercial de cantantes-compositores como Bruce Springsteen, Bob Seger, Tom Petty, o John Mellencamp. Se caracteriza por un estilo musical sencillo, una preocupación por lo cotidiano, la vida americana de cuello azul, y la convicción de que la música rock tiene un propósito social o comunitario más allá del entretenimiento.
Está también asociado con cierto número de artistas de música country que incluye a Steve Earle y Joe Ely, junto con otros menos conocidos como Iron City Houserockers. El género fue desarrollado en la década de 1970 y logró su cumbre comercial en los años 1980, cuando llegó a ser uno de los géneros más vendidos en los Estados Unidos. En la década de 1990, muchos de los grupos establecidos se desvanecieron y el género comenzó a fragmentarse, pero las principales figuras han continuado grabando con éxito comercial.

## Características

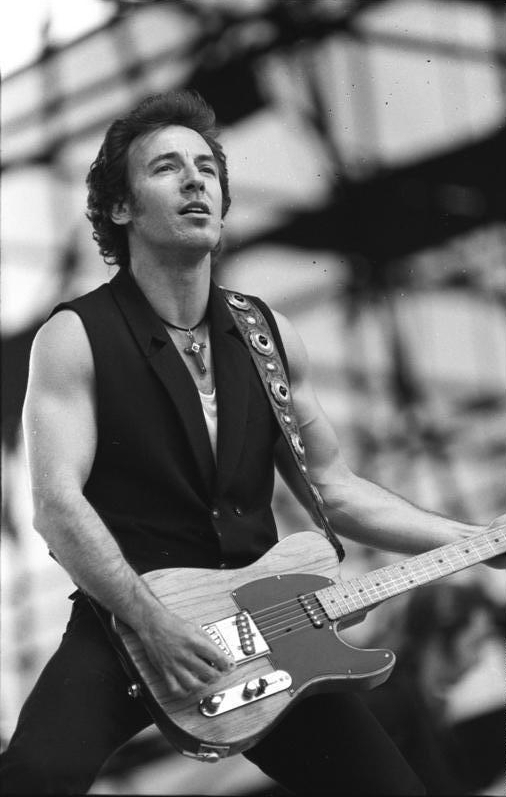
Bruce Springsteen, el cantante de mayor éxito comercial del género heartland rock, actuando en Berlina del este en 1988

El término heartland rock no fue acuñado para describir un género específico hasta la década de 1980. En términos de estilo a menudo utiliza un rock and roll directo, a veces con elementos de americana y country. La mayoría de los artistas evitaron los sintetizadores que dominaron el rock electrónico de los años 1980 y colocaron el énfasis en las guitarras, con formaciones de rhythm and blues básicas de batería, teclados y ocasionalmente una sección de instrumentos de viento como un saxófono. Las letras son a menudo presentadas en un estilo áspero y sin pulir, añadiendo un sentido de autenticidad. Está más fuertemente influido por el country, el folk y el folk rock, con artistas como Hank Williams, Woody Guthrie, Bob Dylan, The Byrds, Creedence Clearwater Revival, Van Morrison, así como el rock de la década de 1960, el garage rock y The Rolling Stones.
Los versos a menudo perfilan historias narrativas, particularmente de las personas que experimentan tiempos duros y a menudo tienen las cualidades de un himno, con un tono serio y una fuerte sintonía. Está asociado con los valores rurales y de los trabajadores de cuello azul, particularmente aquellos de las regiones de clase trabajadora predominantemente blancas del Midwest y del cinturón industrial. Ha sido caracterizado como un género predominantemente romántico, celebrando "callejones y tejados urbanos", y sus temas principales han incluido "el desempleo, la disminución de la pequeña ciudad, la desilusión, la oportunidad limitada y la nostalgia amarga", así como la alienación y la desesperación.

## Historia

### Orígenes
Muchos de los artistas más importantes de este género empezaron sus carreras en la década de 1960, como Bob Seger, o la de 1970, como Bruce Springsteen y Tom Petty and The Heartbreakers. Springsteen sería el primer artista en atraer hacia el género "heartland rock" la atención internacional así como en EE. UU., y es su máximo exponente comercial. Después de que una serie de buenas críticas, pero con cifras de ventas modestas con The E Street Band, consiguió su gran avance en 1975 con Born to Run, el cual presentó historias de pérdida, traición, derrota y escapada en el contexto de la costa de su Nueva Jersey natal, con canciones influenciadas por el rock and roll de la década de 1950, Bob Dylan y la Wall of sound de Phil Spector. Mientras Springsteen luchó durante tres años con disputas legales, otros artistas en vena similar salieron al frente. Estos incluían a Bob Seger and The Silver Bullet Band, Tom Petty and The Heartbreakers, Eddie Money, y otros compañeros residentes de la costa de Jersey como Southside Johnny and The Asbury Jukes. En 1978, Springsteen regresó con Darkness on the Edge of Town, el cual logró llegar a la lista de los diez más populares en los EE. UU. y más adelante con el álbum número uno The River (1980), que continuó los temas de disolución económica y personal, y produjo una serie de sencillos de éxito, y ha sido visto como "conseguir hacer rodar el carro del "Heartland rock", junto con el sonido simplificado y temas más oscuros de su siguiente álbum Nebraska (1982).

### Cumbre

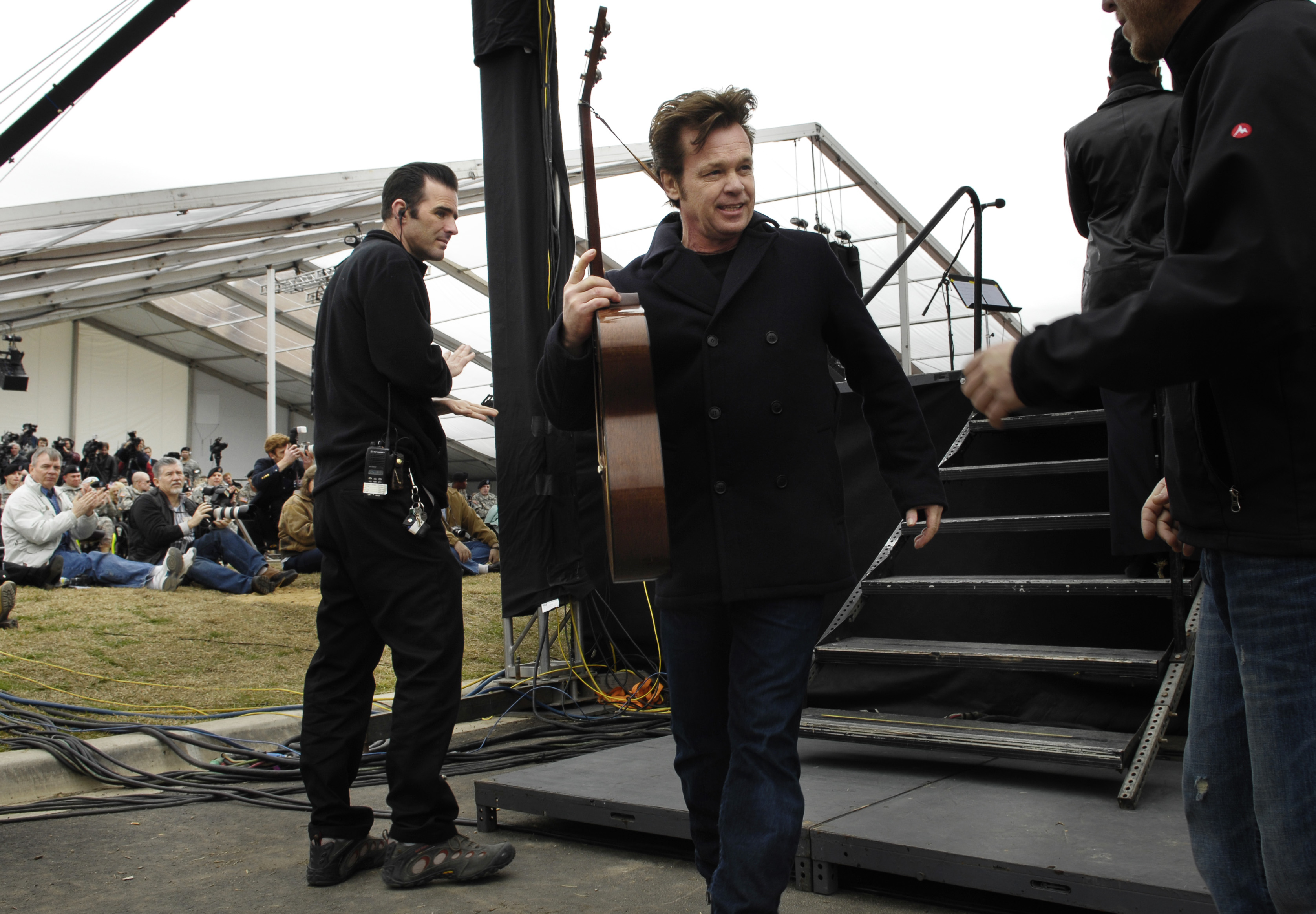
John Mellencamp, en 2007, se encuentra entre los más exitosos de la "segunda generación" de artistas del género

El género logró su cumbre comercial artística e influyente en a mediados de los 80, con el álbum de Springsteen "Born in the USA" lanzado en 1984, el cual coronó las listas en todo el mundo y engendró una serie de diez sencillos en el top diez. Esta década vio el éxito continuado de los artistas establecidos y la llegada de figuras nuevas, incluyendo a John Mellencamp (inicialmente grababa como Johnny Cougar), quién ha sido descrito como definidor del género en los 80, Michael Stanley, Joe Grushecky and the Iron City Houserockers, y el cantante y compositor más suave, Bruce Hornsby. Un número de artistas de música country como Steve Earle  y Joe Ely también estuvieron asociados con el género. La primera mujer significativa en el género fue Melissa Etheridge, cuyo álbum homónimo de debut lanzado en 1988 dibujó comparaciones críticas con Springsteen y Mellencamp.

### Declive
El "Heartland rock" había empezado a apagarse como género reconocido a principios de los 90, cuando la música de rock en general, y los temas de sobre las clases trabajadoras, trabajadores de cuello azul y de cuello blanco en particular, perdieron su influencia con las audiencias más jóvenes. Aun así, a pesar de que algunos artistas del género desaparecieron de la escena, otros continuaron grabando con éxito comercial y de crítica, más notablemente Bruce Springsteen, Tom Petty, y John Mellencamp. Sus trabajos han devenido más personales y experimentales y ya no pueden limitarse fácilmente a un solo género. Artistas más recientes cuya música podría etiquetarse en el "Heartland Rock", como The Bottle Rockets de Misuri, Uncle Tupelo de Illinois o Drive By-Truckers de Alabama, en la actualidad suelen clasificarse dentro el country alternativo.

## Influencia

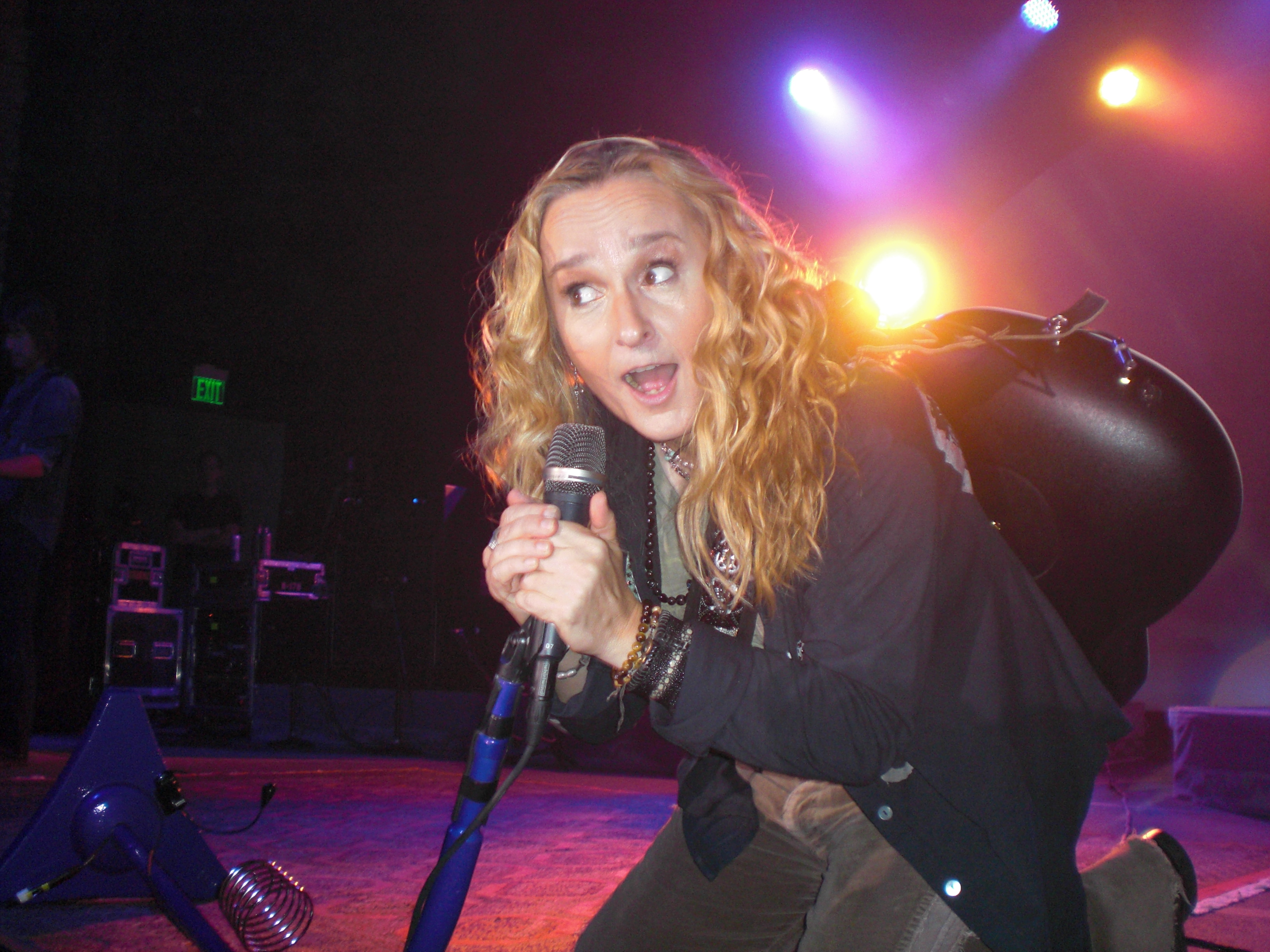
Melissa Etheridge, la primera figura femenina significativa en el género, actuando en vivo en 2010

El "Heartland rock" puede ser oído como influencia en artistas tan diversos cuando Billy Joel y Kid Rock, quien ha actuado en concierto con John Mellencamp y grabó un dúo con Bob Seger para su álbum Face the Promise. Su éxito de 2008 "All Summer Long" está inspirado en el clásico de Bob Seger "Night Moves" así como en "Sweet Home Alabama" de Lynyrd Skynyrd y "Werewolves of London" de Warren Zevon. Bandas de indie rock estadounidense como The Killers y The Gaslight Anthem han sido asociadas con el género.